# Турки в Абхазии
Турки в Абхазии (тур. Abhazya Türkleri) — представители турецкой диаспоры, проживающей в Абхазии со времён Османской империи. Сегодня их численность составляет от 10 до 15 тыс. человек.

## Известные представители
- Алмасбей Иванович Кчач
- Константин Константинович Озган